# Adipasir
Adipasir is een bestuurslaag in het regentschap Banjarnegara van de provincie Midden-Java, Indonesië. Adipasir telt 5279 inwoners (volkstelling 2010).